# TraffiQ
traffiQ Lokale Nahverkehrsgesellschaft Frankfurt am Main mbH ist die Lokale Nahverkehrsgesellschaft der Stadt Frankfurt am Main. Am 30. August 2001 beschloss die Stadtverordnetenversammlung die Gründung der Lokalen Nahverkehrsgesellschaft Frankfurt am Main mbH. Sie wurde im Rahmen der geänderten rechtlichen Rahmenbedingungen am 1. September 2001 aus der Verkehrsgesellschaft Frankfurt am Main (VGF) ausgegründet, um die Funktionen als Aufgabenträger (traffiQ) und Verkehrsunternehmen (VGF und andere) zu trennen und bekam 2002 den Markennamen traffiQ.

## Aufgaben
Geschäftszweck sind unter anderem die Fahrplangestaltung, die Traktionsvorgaben und verkehrsplanerischen Details. traffiQ hat somit die Gesamtverantwortung für die Ausgestaltung des öffentlichen Personennahverkehrs in Frankfurt am Main. Nicht in die Zuständigkeit von traffiQ fallen der regionale Schienen- (S- und Regionalbahnen) und Busverkehr (vor allem ehemalige Bahnbuslinien), die unmittelbar vom Rhein-Main-Verkehrsverbund (RMV) geplant, ausgeschrieben, beauftragt und überwacht werden. Linien, welche die Frankfurter Stadtgrenze überschreiten, aber nicht als Regionalbusse eingestuft sind (z. B. OF‑103), müssen zwischen den zuständigen Lokalen Nahverkehrsgesellschaften koordiniert werden.
Wichtigste Funktion neben der Bedarfsplanung ist daher die Durchführung von Ausschreibungen der Verkehrsleistungen, die Bearbeitung dieser Vergabeverfahren und die Überwachung der Leistungserbringung. Die Frankfurter Buslinien (mit Ausnahme der Regionalbuslinien) wurden in sieben Bündel aufgeteilt, wobei grundsätzlich jährlich ein Bündel ausgeschrieben wird. Das Straßenbahn- und U-Bahn-Netz wurde hingegen nicht ausgeschrieben, sondern 2011 nach der Verordnung (EG) Nr. 1370/2007 auf Beschluss der Stadtverordnetenversammlung per Direktvergabe bis zum 31. Januar 2031 an die Stadtwerke Verkehrsgesellschaft Frankfurt am Main (VGF) vergeben.